# Ajdovščina (Ljubljana)

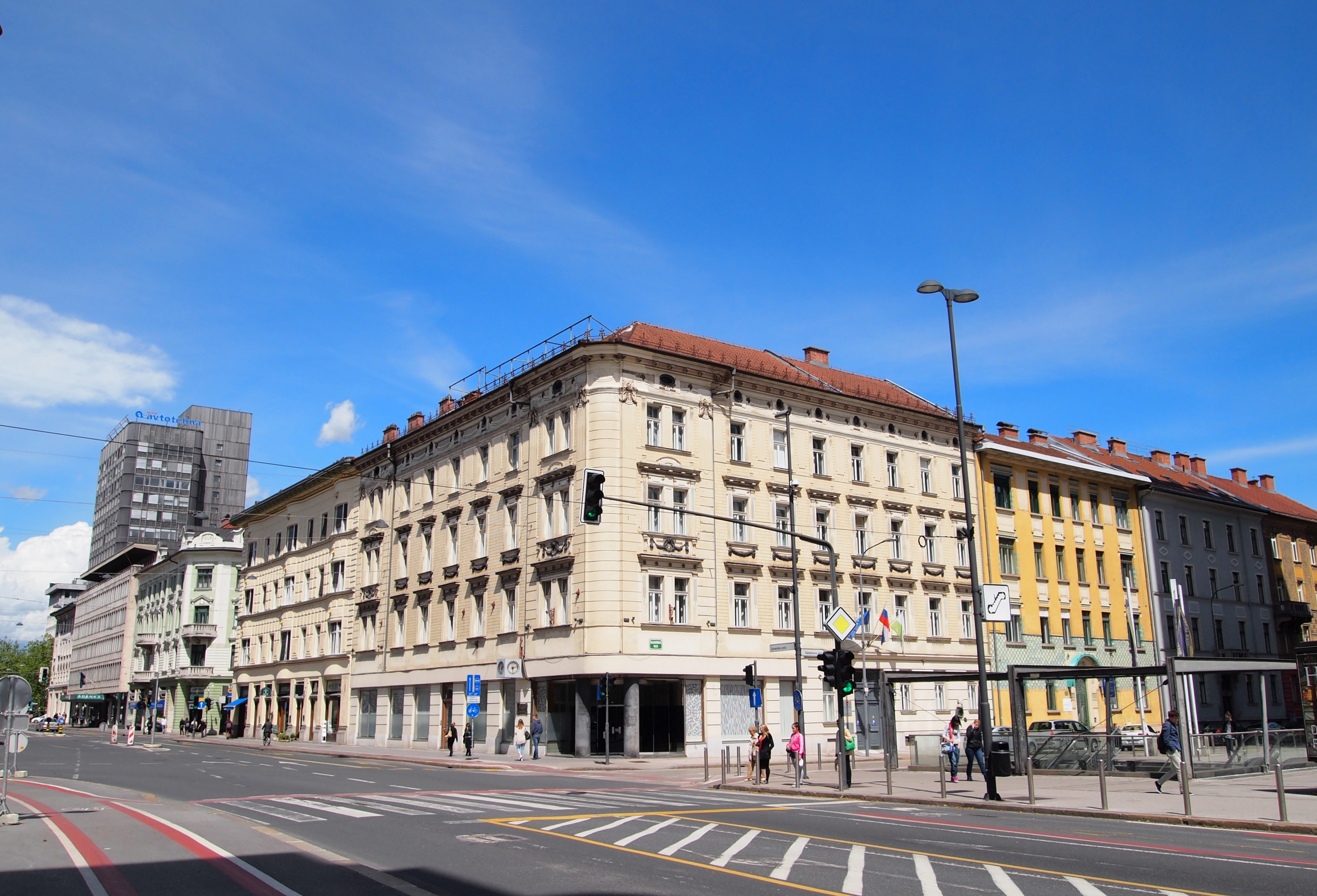
Ajdovščina (Ljubljana), Slovenska cesta, Ecke Dalmatinova ulica

Ajdovščina ist in Ljubljana, der Hauptstadt Sloweniens, die Bezeichnung für die Ajdovščina-Straße und für den Stadtteil Ajdovščina im Zentrum von Ljubljana. Der Park der Slowenischen Reformation hieß von 1991 bis 1995 Ajdovščina park.
Das geschäftige Ajdovščina-Viertel liegt im weiteren Umkreis der Kreuzung von Slovenska cesta und Gosposvetska cesta, bis zur Verkehrsberuhigung der Slovenska cesta im Jahr 2014 der Verkehrsknotenpunkt der Laibacher Innenstadt.

## Geschichte
Der Name Ajdovščina (Deutsch Haidenschaft oder Heidenschaft) leitet sich ab von altrömischen Ruinen (den Überresten der Heiden) in der Region. Die Gebietsbezeichnung ist an diesem Ort seit dem 17. Jahrhundert in Gebrauch.
Bis zur Neuzeit lag das Gebiet außerhalb der Stadtmauern. Zur Zeit der Römerkolonie Aemona befanden sich hier eine Nekropole sowie die Kreuzung zweier der wichtigsten Römerstraßen in dieser Gegend, nämlich der Straße nach Celeia (Celje) heute Slovenska cesta und der Verbindung mit der Oberkrain (heute Gosposvetska cesta und ihre Weiterführung Celovška cesta).
Der Stadtteil entspricht weitgehend dem Laibacher Bezirk IV. Bahn-Viertel / Kolodvorski del  nach dem Häuserverzeichnis von 1877.

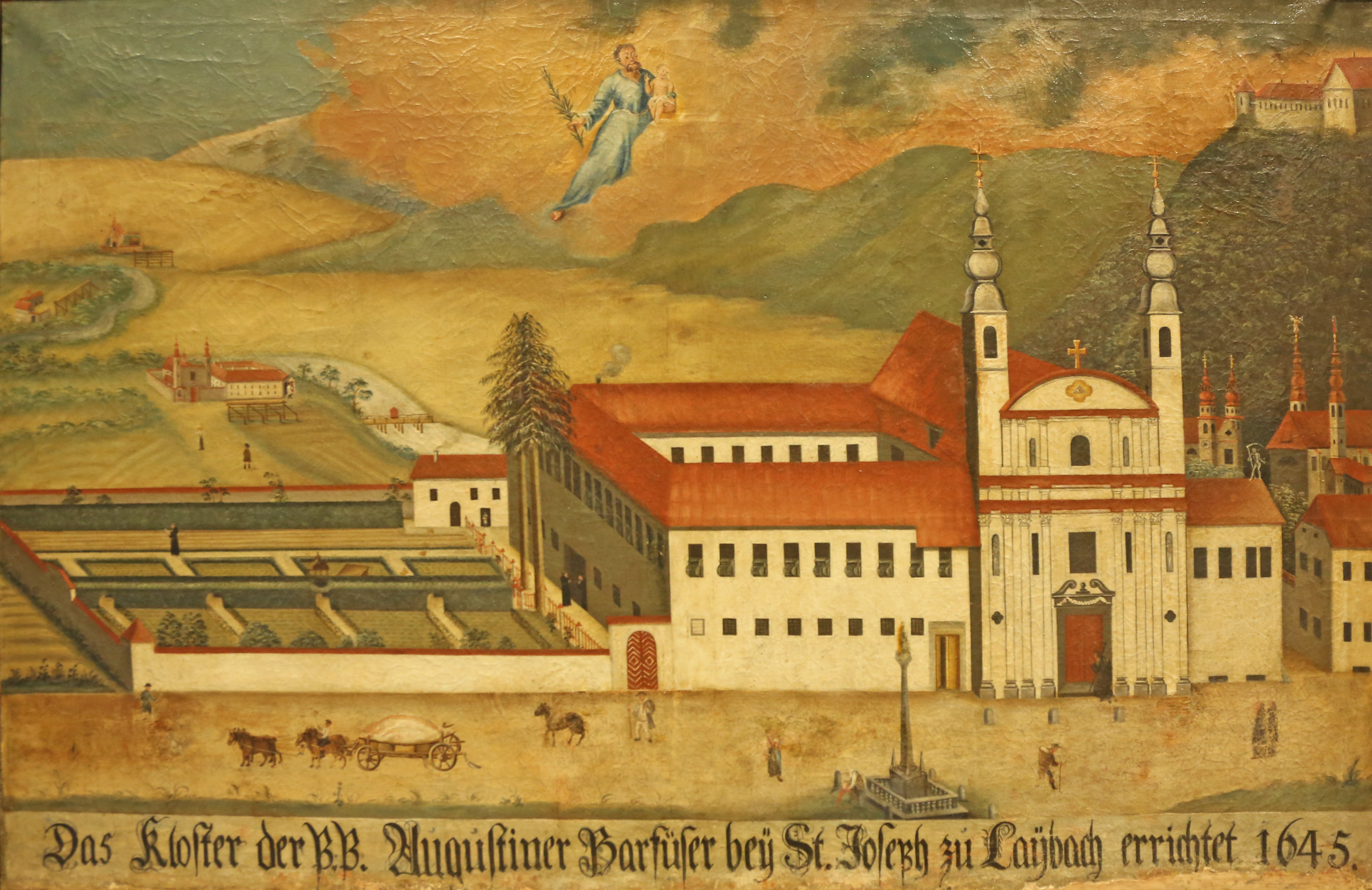
Augustinerkloster Laibach, Vorgänger des Civilspitals

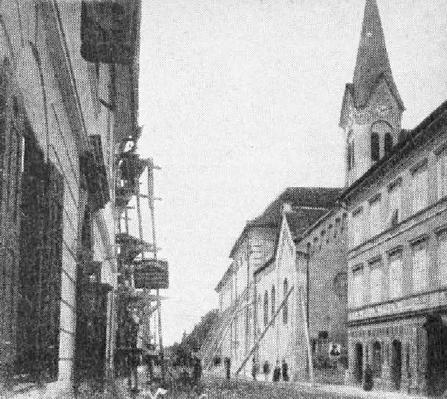
Civilspital und -Spitalskirche nach dem Erdbeben 1895

### Laibacher Civilspital
An dieser Kreuzung in der ehemaligen Laibacher Kapuzinervorstadt stand bis zum Erdbeben von 1895 das Ende des 18. Jahrhunderts gegründete  erste allgemeine öffentliche Krankenhaus in Slowenien, das Laibacher Civilspital. Mitte des 17. Jahrhunderts ließen sich die Barfüßigen Augustinermönche (die Discalceati) an dieser Kreuzung nieder. Sie errichteten ein eigenes Kloster, in dem unter anderem Marko Pohlin, der Autor der Krainer Grammatik, wirkte. 1784 ließ Kaiser Joseph II. das Kloster aufheben und 1786 zu einem Krankenhaus umwandeln, das bis zur Zeit der französischen Verwaltung im Jahr 1811 von den Barmherzigen Brüdern aus Triest geführt wurde. Als die Franzosen 1813 Ljubljana verließen, wurde das Krankenhaus in Ajdovščina von der Stadt Laibach übernommen und ab 1849 als Landeskrankenhaus der Krain geführt. Das Krankenhausgebäude inklusive der an der Ecke Dalmatinova ulica und Slovenska cesta (heutige Bezeichnung) stehenden Civilspitalskirche von 1657 wurden durch das Erdbeben von 1895 so stark beschädigt, dass sie abgerissen werden mussten.

### Jugendstilhäuser
Der Grund des abgerissenen Krankenhausgebäudes, konkret das Gebiet zwischen den heutigen Straßen Slovenska, Tavčarjeva, Dalmatinova und Cigaletova  wurden vom Unternehmer und Mäzen Josip Gorup aufgekauft und der Stadt Laibach geschenkt, um ein Mädchengymnasium bauen zu können. Der Schulbau an der heutigen Prešernova cesta wurde durch Verkauf des Geländes für die Errichtung neuer Wohngebäude ermöglicht. Von den damaligen Neubauten existieren unter anderem noch das von Max Fabiani für den Bürgermeister Ivan Hribar entworfene  Hribar-Haus aus den Jahren 1902 bis 1903 an der Ecke Slovenska cesta und Tavčarjeva ulica, das von Ciril Metod Koch für den Fabrikbesitzer Anton Deghenghi geplante  Deghengi-Haus an der Dalmatinova ulica 5-7 aus dem Jahr 1904 sowie das Pogačnik- und das Čuden-Haus von 1902 (Cigaletova ulica 1 und 3).

## Straßen und Parks
Folgende Straßen und findet man in dem Stadtviertel oder in unmittelbarer Nähe:
- Ajdovščina-Straße
- Cigaletova ulica
- Čufarjeva ulica
- Dalmatinova ulica
- Gosposvetska cesta
- Kolodvorska ulica
- Mala ulica
- Miklošič park
- Miklošičeva cesta
- Nazorjeva ulica
- Park slovenske reformacije
- Pražakova ulica
- Puharjeva ulica
- Slovenska cesta
- Štefanova ulica
- Tavčarjeva ulica
- Trdinova ulica
- Župančičeva ulica

## Gebäude und Sehenswürdigkeiten
- Cigaletova ulica, Jugendstilarchitektur: Hribar-, Deghengi-, Pogačnik- und Čuden-Haus
- Evangelische Kirche Primož Trubar
- Grand Hotel Union
- Justizpalast (Ljubljana)
- Miklošič-Park
- Park der Slowenischen Reformation